# بير الناصر
بير الناصر قرية مغربية ، تقع بين الرباط و الدار البيضاء، بإقليم بن سليمان و تضم 5.195 نسمة (إحصاء 2004).